# Bab Ezzouar
Bab Ezzouar là một đô thị thuộc tỉnh Alger, Algérie. Dân số thời điểm năm 2002 là 92.157 người.